# Округ Сокоро (Њу Мексико)
Сокоро (енгл. Socorro County) је округ у америчкој савезној држави Њу Мексико.

## Демографија
По попису из 2010. године број становника је 17.866, што је 212 (-1,2%) становника мање него 2000. године.
| Група             | 2000.         | 2010.         |
| Белци             | 6.796 (37,6%) | 6.711 (37,6%) |
| Афроамериканци    | 116 (0,6%)    | 188 (1,1%)    |
| Азијати           | 206 (1,1%)    | 219 (1,2%)    |
| Хиспаноамериканци | 8.810 (48,7%) | 8.664 (48,5%) |
| Укупно            | 18.078        | 17.866        |